# Ammoconia reisseri
Ammoconia reisseri là một loài bướm đêm trong họ Noctuidae.